# Nassauvia chubutensis
Nassauvia chubutensis là một loài thực vật có hoa trong họ Cúc. Loài này được Speg. mô tả khoa học đầu tiên năm 1897.